# Lijst van verschillen tussen het Nederlands in België, Nederland en Suriname
Dit is een lijst van verschillen tussen het Nederlands in Nederland, Suriname en België.
Het bewaken en beschrijven van het Standaardnederlands is door de Nederlandse, de Belgische en de Surinaamse overheid toevertrouwd aan de Nederlandse Taalunie. De Taalunie publiceert werken waarin het taalsysteem is beschreven en regels zijn vastgelegd. Desondanks komen binnen het taalgebied verschillen voor, waarbij overigens niet gezegd is dat van de verschillende vormen er slechts één juist is. Ook binnen de grenzen van één land komen verschillen voor. De onderstaande lijst van verschillen is dan ook niet volledig en mogelijk niet in alle gevallen juist. Verder komen in het algemeen in de gesproken taal meer verschillen voor dan in de geschreven taal.

## Woordenschat

### Verschillende woorden
| Vlaanderen                                                                          | Nederland                                                            | Suriname                                                                     |
| ----------------------------------------------------------------------------------- | -------------------------------------------------------------------- | ---------------------------------------------------------------------------- |
| aanmelden/inloggen                                                                  | inloggen (in Limburg tevens aanmelden)                               |                                                                              |
| afmelden/uitloggen                                                                  | uitloggen (in Limburg tevens afmelden)                               |                                                                              |
| ajuin (In West-Vlaanderen vaak ook uitgesproken als [adjoen])                       | ui (in Noord-Brabants dialect: juin; in Zeeuws-Vlaams dialect: juun) | ui                                                                           |
| appelsien (met uitzondering van West-Vlaanderen waar sinaasappel het algemeenst is) | sinaasappel (In Limburgse dialecten tevens appelsien)                | sinaasappel                                                                  |
| artikels                                                                            | artikelen                                                            | artikelen                                                                    |
| autostrade/autosnelweg                                                              | autobaan/(auto)snelweg                                               |                                                                              |
| bankkaart                                                                           | bankpas/pinpas                                                       | pinpas                                                                       |
| (auto)batterij                                                                      | accu                                                                 | batterij (auto)                                                              |
| babbelen                                                                            | praten (in Limburg tevens babbelen)                                  |                                                                              |
| baxter of infuus                                                                    | infuus                                                               | infuus                                                                       |
| beenhouwer                                                                          | slager                                                               | slager                                                                       |
| beiaard                                                                             | beiaard/carillon/klokkenspel                                         | klokkenspel                                                                  |
| bel                                                                                 | bel                                                                  | schel                                                                        |
| beroemd                                                                             | bekend                                                               | populair                                                                     |
| betogen                                                                             | demonstreren                                                         |                                                                              |
| bijhouden                                                                           | bewaren (Noord-Brabants dialect: bijhouden)                          | bewaren, houden                                                              |
| bioscoop/cinema                                                                     | bios(coop)                                                           | kino/ kinotheater (veroud.)/ de film/bioscoop/cinema                         |
| bekomen/verkrijgen                                                                  | krijgen                                                              | vinden                                                                       |
| bomma, bompa, meme, pepe, oma, opa, moeke, vake                                     | oma, opa                                                             | oma/granma/ouma/owma, opa/granpa/oupa/owpa                                   |
| brugpensioen/SWT/vervroegd pensioen                                                 | VUT                                                                  | vervroegd pensioen                                                           |
| camion                                                                              | vrachtwagen                                                          | vrachtwagen, autotruck, pick-up truck, truck                                 |
| camionette                                                                          | bestelwagen                                                          |                                                                              |
| captatiewagen                                                                       | reportagewagen                                                       | reportagewagen                                                               |
| constatatie                                                                         | constatering                                                         | constatering                                                                 |
| croque (monsieur)                                                                   | tosti                                                                | toast/tosti                                                                  |
| dampkap                                                                             | afzuigkap                                                            |                                                                              |
| discuteren                                                                          | discussiëren                                                         | discussiëren, halen en trekken                                               |
| domiciliëring                                                                       | machtiging                                                           | machtiging                                                                   |
| doorgaan/weggaan                                                                    | ervandoor gaan / weggaan                                             | weggaan                                                                      |
| dossier (Nederlandstalige uitspraak)                                                | dossier (verfranste uitspraak)                                       | dossier (verfranste uitspraak)                                               |
| douchen                                                                             | douchen                                                              | baden                                                                        |
| eend                                                                                | eend                                                                 | doks                                                                         |
| elektrieker                                                                         | elektricien                                                          |                                                                              |
| er was geen kat op de baan                                                          | er was geen hond/kip op straat                                       | de straat was stil                                                           |
| fauna en flora                                                                      | flora en fauna                                                       | flora en fauna                                                               |
| fitness                                                                             | sportschool                                                          | gym                                                                          |
| foto trekken/foto pakken/foto maken/foto nemen                                      | foto maken                                                           | foto maken/foto nemen                                                        |
| frisdrank                                                                           | fris, fris(drank)                                                    | iets fris, soft, soft-drink/softdrink, iets zachts                           |
| frituur/fri(e)tkot                                                                  | patatzaak/patattent (in Limburgse dialecten: frituur)                |                                                                              |
| frieten/                                                                            | patat (over het algemeen in Zuidelijk Nederland: friet(es))          | patat                                                                        |
| appelsiensap                                                                        | sinaasappelsap (in Limburgse dialecten beide)                        | sinaasappelsap                                                               |
| garagepoort                                                                         | garagedeur (in Limburg tevens garagepoort)                           | garage                                                                       |
| gazet                                                                               | krant (in Limburgse dialecten gazet)                                 | (lees)krant                                                                  |
| gekend                                                                              | bekend                                                               | bekend                                                                       |
| geit (= Citroën 2cv)                                                                | eend (= Citroën 2cv)                                                 |                                                                              |
| (eind)generiek                                                                      | aftiteling                                                           |                                                                              |
| geld opdoen/uitgeven                                                                | geld uitgeven                                                        | geld bossen/geld uitgeven                                                    |
| graven                                                                              | graven                                                               | graven/dieken                                                                |
| gom                                                                                 | gum                                                                  | veger                                                                        |
| gsm                                                                                 | mobiel                                                               | cel/cellulair                                                                |
| hebben zitten                                                                       | zitten hebben                                                        |                                                                              |
| hesp                                                                                | ham                                                                  | vlees                                                                        |
| hof                                                                                 | tuin (in Limburgse dialecten beide)                                  |                                                                              |
| in de mot hebben                                                                    | in de smiezen/gaten hebben                                           | in de gaten hebben                                                           |
| ik zie u graag/ik hou van jou                                                       | ik hou van je                                                        | ik houd van je                                                               |
| ik vraag het aan                                                                    | ik wil verkering met je                                              | ik wil met je gaan                                                           |
| ja                                                                                  | ja                                                                   | jawel/ja/ai                                                                  |
| kakken/grote boodschap                                                              | poepen/drukken/grote boodschap (in Limburg tevens kakken)            | grote boodschap/poepen/ontlasten                                             |
| klastitularis/klasleerkracht                                                        | groepsleerkracht                                                     | onderwijzer                                                                  |
| klierkoorts                                                                         | ziekte van Pfeiffer                                                  | ziekte van Pfeiffer                                                          |
| koppel                                                                              | stel (in Limburg tevens koppel)                                      | koppel                                                                       |
| koffiekoek                                                                          | luxebroodje                                                          |                                                                              |
| kraantjeswater                                                                      | kraanwater/leidingwater                                              | kraanwater/leidingwater/water                                                |
| lanterfanten                                                                        | lanterfanten                                                         | lanterfanteren                                                               |
| look                                                                                | knoflook                                                             | Knoflook                                                                     |
| lopen                                                                               | rennen                                                               | rennen                                                                       |
| mama en papa                                                                        | pa en ma                                                             | ma en pa                                                                     |
| microgolf(oven)                                                                     | magnetron(oven)                                                      | microwave(oven)                                                              |
| miserie                                                                             | ellende/misère                                                       | ellende, jammer, misère                                                      |
| de frank is gevallen                                                                | het kwartje is gevallen                                              | het kwartje is gevallen                                                      |
| mango                                                                               | mango                                                                | manja                                                                        |
| mobilhome                                                                           | camper                                                               | woonwagen                                                                    |
| moeras                                                                              | moeras                                                               | zwamp                                                                        |
| moest                                                                               | mocht                                                                |                                                                              |
| mortel/cement                                                                       | specie (in Noord-Brabants en Zeeuws-Vlaams dialect beide)            |                                                                              |
| nagel                                                                               | spijker (in Noord-Brabants en Limburgs dialect beide)                | spijker                                                                      |
| neef/kozijn                                                                         | neef (zoon van tante/oom)                                            | broerskind/zusterskind, neef                                                 |
| nefast                                                                              | rampzalig, funest                                                    |                                                                              |
| nonkel                                                                              | oom                                                                  | oom                                                                          |
| normaal gezien/normaal gesproken                                                    | normaliter (In Limburg tevens normaal gesproken)                     | normaliter                                                                   |
| telefoonnummer vormen, nummer draaien                                               | telefoonnummer kiezen                                                |                                                                              |
| onbeleefd/onbeschoft                                                                | onbeleefd (In Zuid-Nederland tevens onbeschoft)                      | onbeschoft                                                                   |
| onderlegger/schotel                                                                 | schoteltje                                                           |                                                                              |
| op verplaatsing spelen (sport)                                                      | uit spelen (sport)                                                   | spelen (sport)                                                               |
| pint(je)                                                                            | biertje/pilsje                                                       |                                                                              |
| pechstrook                                                                          | vluchtstrook                                                         |                                                                              |
| perte-total(e) (naar het Frans: une perte-totale)                                   | total loss                                                           | totaal gehavend, totel                                                       |
| platte kaas                                                                         | kwark                                                                |                                                                              |
| plat water                                                                          | spa blauw                                                            |                                                                              |
| poepen/neuken/seksen/naaien/vrijen                                                  | neuken                                                               | naaien/seksen                                                                |
| pompelmoes                                                                          | grapefruit                                                           | pompelmoes en grapefruit zijn verschillende vruchten in Surinaams-Nederlands |
| pompier                                                                             | brandweerman                                                         |                                                                              |
| postkaart                                                                           | ansichtkaart                                                         | briefkaart/postkaart                                                         |
| privaat/privé                                                                       | privé                                                                | privé                                                                        |
| rechtstaan                                                                          | (rechtop) staan                                                      | rechtstaan                                                                   |
| remorque (soms uitgesproken als romorque)                                           | aanhanger                                                            |                                                                              |
| rondpunt                                                                            | rotonde                                                              | rotonde                                                                      |
| schuif                                                                              | la(de) (in Noord-Brabants dialect wordt ook schuif gebruikt)         | lade                                                                         |
| scheet, prot                                                                        | scheet/wind                                                          | puf                                                                          |
| schepen                                                                             | wethouder                                                            |                                                                              |
| schoonbroer                                                                         | zwager                                                               | schoonbroer/zwager                                                           |
| schoonzus                                                                           | schoonzus                                                            | schoonzus/zwageres/zwagerin                                                  |
| schrijnwerker                                                                       | timmerman                                                            | timmerman, tjapinder (gebruikelijk in Nickerie)                              |
| sinusitis/sinusit                                                                   | bijholteontsteking                                                   | sinusitis/zink (oud woord en niet meer gebruikelijk)                         |
| siroop                                                                              | siroop/stroop                                                        | stroop                                                                       |
| sloot                                                                               | sloot                                                                | trens                                                                        |
| sportschoen                                                                         | gymp/sportschoen (straattaal: pata)                                  | pata/patapata/patapedo                                                       |
| spuitwater/bruiswater                                                               | spa rood/prikwater                                                   | sodawater                                                                    |
| syndicaat/vakbond                                                                   | vakbond                                                              | vakbond                                                                      |
| syndikeren                                                                          | organiseren (vakbond)                                                | organiseren                                                                  |
| kicker (West-Vlaanderen: bakkn)                                                     | tafelvoetbal                                                         | fietjebal                                                                    |
| tas(je)                                                                             | kop(je) (in Limburgs en Noord-Brabants dialect: tas)                 | kopje                                                                        |
| technieker                                                                          | technicus                                                            | technicus                                                                    |
| terril                                                                              | (mijn)steenberg                                                      | (mijn)steenberg                                                              |
| ticket(je), bon(neke)/bon(netje)                                                    | kaartje of bon(netje) (contextafhankelijk)                           | kaartje                                                                      |
| trottoir/voetpad (West-Vlaanderen: voorland)                                        | stoep, trottoir                                                      | trottoir                                                                     |
| valies/koffer                                                                       | koffer                                                               | valies                                                                       |
| kruispunt                                                                           | verkeersknooppunt (In Limburg tevens kruispunt of kruising)          | kruising                                                                     |
| verschieten                                                                         | schrikken (In Limburg tevens verschieten)                            | schrikken                                                                    |
| vertrekken van                                                                      | uitgaan van                                                          |                                                                              |
| vijgen na Pasen                                                                     | mosterd na de maaltijd                                               |                                                                              |
| vol(zet)                                                                            | vol                                                                  | vol                                                                          |
| vliegplein (bij uitbreiding ook in de betekenis van "luchthaven")                   | vliegveld                                                            |                                                                              |
| vrijen (in de figuurlijke betekenis van "uitgaan"/"een stel zijn")                  | uitgaan, samen zijn, een stel zijn                                   |                                                                              |
| vuilbak/vuilnisbak                                                                  | vuilnisemmer (In Limburg vuilbak of vuilnisbak)                      | vuilnisbak                                                                   |
| wagen/auto/voiture                                                                  | auto                                                                 |                                                                              |
| wandelen/stappen/kuieren                                                            | lopen/wandelen                                                       | kuieren/voeteren/wandelen                                                    |
| wetens en willens                                                                   | willens en wetens                                                    | willens en wetens                                                            |
| wijsheidstand                                                                       | verstandskies                                                        | verstandskies                                                                |
| zeker en vast                                                                       | vast en zeker (in Noord-Brabants dialect beide)                      | vast en zeker                                                                |
| zetel                                                                               | bank                                                                 | bankstel/sofa                                                                |
| zeveren, onzin uitkramen                                                            | onzin praten/uitkramen (In Limburg tevens zeveren)                   | rommel uitkraaien/kletsen                                                    |

### Vlaams (Belgisch-Nederlands) vs. Nederlands-Nederlands[1][2]
| Belgisch-Nederlands | Nederlands-Nederlands |
| --- | --- |
| aan - prijs - snelheid - personen (aan de deur zetten) | aan - voor, tegen tien euro - met hoge snelheid reed hij over de weg - ontslaan, de deur wijzen                                                                       |
| aanklagen (toestanden ~) | aan de kaak stellen, veroordelen, afkeuren |
| aflezen | oplezen (Tijdens de presentatie las hij van zijn blaadje op) |
| uitprinten/afprinten/afdrukken | printen/afdrukken |
| afstappen (van Openbaar Vervoer) | uitstappen (uit OV) |
| aftrekker, opendoender | fles(sen)opener |
| ajuin | ui |
| al bij al | al met al |
| algemene anesthesie | algehele anesthesie |
| akkoord zijn met | akkoord gaan met |
| als - in verleden tijd - inleiding van een indirecte vraag | - toen (toen ik vertrok) - of (hij vraagt of ik morgen kom) |
| ambetant (uit het Frans - embêtant) | vervelend, lastig |
| appelsien | sinaasappel |
| autostop/liften | liften |
| autostrade/snelweg | autosnelweg |
| avant-première | voorpremière |
| baskuul (uit het Frans) | weegschaal |
| baxter/bakster (in Nederland bedoelt men hiermee doorgaans de zgn. baxterverpakkingen: medicijnen verpakt in afgepaste porties per innamemoment)                            | infuus |
| beginnen | altijd gevolgd door met (of te) (de muziek speelt, we kunnen beginnen met dansen)                                                                                     |
| bekomen/verkrijgen/bemachtigen | verkrijgen |
| belangenvermenging | belangenverstrengeling |
| belastingscontroleur (met s) | belastingcontroleur (zonder s) |
| berline | sedan |
| beroep doen op | een beroep doen op |
| bestemmeling | geadresseerde, persoon voor wie iets bestemd is |
| betalend parkeren (gallicisme) | betaald parkeren |
| bluts/deuk | buts/deuk |
| boks (gewestelijk) | dreun (slag op gezicht) |
| bivak | kamp |
| boksijzer | boksbeugel |
| bollen | rollen, (auto)rijden |
| borstel | bezem |
| bouwwerf/bouwplaats | bouwterrein/bouwplaats |
| break | stationwagen |
| Bretoen(s) | Bretons(s) |
| buitenwipper | uitsmijter/portier |
| camion (uit het Frans) | vrachtwagen |
| confituur (naar het Franse confiture) | jam |
| verlof | vakantie |
| betwijfelen | betwisten |
| curieus (ontstaan door verwarring met de valse vrienden curieux (Frans) en/of curious (Engels)) (in de betekenis van merkwaardig ook in het Nederlands-Nederlands gebruikt) | nieuwsgierig |
| dampkap | afzuigkap |
| denkpiste (piste uit het Frans) | gedachtegang, gedachte, idee |
| doorgaan (plaatsvinden, maar met deze nuance dat iets pas kan doorgaan als er sprake is geweest van afgelasting anders vindt iets plaats)                                   | plaatsvinden |
| droogkuis | stomerij |
| droogzwierder | centrifuge |
| drukkingsgroep (organisatie) | actiegroep, pressiegroep, lobby |
| duimspijker | punaise |
| durven | altijd gevolgd door te (hij durft dat niet te vragen) |
| eender wat, eender wie | om het even wat, om het even wie |
| elektriek | elektriciteit |
| ereloon | honorarium |
| excuseert (u mij)! (als verontschuldiging) | excuseer mij! (naar het Franse Excusez-moi)/neem me niet kwalijk! |
| facteur | postbode |
| fier (ergens fier op zijn) | trots (ergens trots op zijn) |
| fol(l)ieke (uit het Frans - folie) | lolletje, gekkigheidje |
| forfait geven (sporttaal) | afzeggen, verstek laten gaan, zich terugtrekken |
| frigo (uit het Frans)/ijskast | koelkast |
| fruitsap | vruchtensap, sinaasappelsap |
| fusioneren (naar het Frans) | fuseren |
| gaan | lopen |
| gans | (ge)heel |
| gazet | krant |
| gedaan - Het feest is gedaan om vijf uur. - Mijn school is om half vier gedaan.                                                                                             | voorbij, uit (school) - Het feest is voorbij om vijf uur. - Mijn school is om half vier uit.                                                                          |
| gegeerd | gewenst, gewild, of gezocht |
| gelijkaardig | gelijksoortig |
| geluidsmuur | geluidsbarrière |
| geraken - Maandag kan ik niet op school geraken door het slechte weer. - Hij geraakte bewusteloos door de klap. - Zij geraakt nooit verkozen als voorzitter!                | komen, raken, worden - Maandag kan ik niet naar school komen door het slechte weer. - Hij raakte bewusteloos door de klap. - Zij wordt nooit verkozen als voorzitter! |
| eindgeneriek, begingeneriek | aftiteling, begintitels |
| gedaan hebben | klaar zijn |
| gij, ge (spreektaal, wordt ook in Zuid-Nederland gebruikt) | jij, je |
| ginds/ginder (archaïsch) | daar |
| "goesting" (Frans: goûter, Spaans: gusta) | zin, lust |
| graag zien | houden van |
| heel de tijd | de hele tijd |
| hospitalisatie (in Nederland alleen bij de krijgsmacht) | ziekenhuisopname |
| immobiliën (uit het Duits), hoewel dit ook in Nederland voorkomt | onroerende goederen, vastgoed |
| in openlucht | in de openlucht |
| in vraag stellen | in twijfel trekken |
| in vogelvlucht | hemelsbreed |
| Indië (in het Nederlands-Nederlands verwijst dit meestal naar Nederlands-Indië)                                                                                             | India |
| Indisch (m.b.t. het land Indië; is in het Nederlands-Nederlands doorgaans synoniem met Indonesisch)                                                                         | Indiaas |
| Indische (inwoonster van Indië) | Indiase (Inwoner van India) |
| inkom | ingang, voordeur, entree |
| inwijkeling | immigrant |
| jobstudent | werkstudent |
| kaap | mijlpaal, grens |
| kader (fiets) | frame |
| kader (schilderij) | lijst |
| kaderen (in) | passen in/bij, aansluiten bij, deel uitmaken van |
| kinesitherapie en kinesitherapeut(e) | fysiotherapie en fysiotherapeut(e) |
| klacht neerleggen | een klacht indienen |
| klavier (van computer, telefoon) | toetsenbord |
| kledij (normaal gebruik) | kleding |
| kliniek (algemeen ziekenhuis) | ziekenhuis |
| komaan | kom op |
| kot | studentenkamer |
| kozijn (uit het Oudfrans cosin) | neef (zoon van tante of oom) |
| (op)kuisen (schoonmaken) | schoonmaken (kuisen betekent: aanstootgevende delen verwijderen) |
| langs hier | hierlangs, via deze weg |
| lidgeld | lidmaatschapsbijdrage, contributie |
| look | knoflook |
| (hard)lopen | hardlopen, rennen, hollen (lopen is in Belgisch-Nederlands wandelen of stappen)                                                                                       |
| lopende opdracht | periodieke overboeking |
| luidop | hardop (Zuid-Nederlandse dialecten: luidop) |
| luik (onderdeel, hoofdstuk) | (onder)deel, hoofdstuk, aspect |
| lusterklem, suikertje | kroonsteentje |
| manneke(n)s! | jongens! |
| mazout | stookolie |
| met twee (met + telwoord) | met z'n tweeën |
| microgolf(oven) | magnetron |
| militant (zelfstandig naamwoord) | actievoerder, activist |
| mobilhome | kampeerauto, camper |
| monovolume | MPV |
| naar voor, naar achter (naar + voorzetsel) | naar voren, naar achteren |
| natuurlijke (zonder verdere smaakstoffen, bijvoorbeeld "mosselen natuur" op een menukaart) (gallicisme)                                                                     | naturelle |
| nauw aan het hart liggen | na aan het hart liggen |
| nefast (naar het Frans néfaste) | funest |
| nonkel | oom |
| nazicht | controle, onderhoud |
| objectief (als zelfstandig naamwoord) (ontstaan door verwarring met de valse vrienden objectif (Frans) en/of objective (Engels))                                            | doel, streven, oogmerk |
| omloop (in sporttaal) | circuit, parcours, criterium |
| onder de arm nemen (een advocaat ~) | in de arm nemen |
| onrechtstreeks | indirect/niet rechtstreeks |
| onthaal | receptie |
| oorverwarmer | oorwarmer |
| op vraag van | op verzoek van |
| opendeurdag | open dag |
| parlementair (zelfstandig naamwoord) | parlementslid, parlementariër |
| pan | koekenpan |
| parlofoon | deurtelefoon |
| patat | aardappel |
| pechstrook | in Nederland is vluchtstrook gebruikelijk |
| performant | goed presterend |
| piloot (formule 1 of rally) | (auto)coureur |
| plaaster | gips, pleister |
| plan (kaartje) | plattegrond, schema, kaart |
| plezant | plezierig |
| plooien | vouwen |
| poep | achterwerk |
| politieker | politicus |
| (kook)pot | pan |
| proberen | altijd gevolgd door te (hij zal dat proberen te doen) |
| princiepsakkoord | principeakkoord |
| quasi (als losstaand woord), zo goed als | bijna (quasi- wordt wél gebruikt in samenstellingen, met betekenis 'als het ware', 'ogenschijnlijk'), zo goed als                                                     |
| recycleren | hergebruiken, recyclen |
| recht staan | (rechtop) staan |
| rijvak | rijstrook |
| samenhorigheidsgevoel | saamhorigheidsgevoel |
| schacht | eerstejaars student, feut |
| schoonbroer | zwager |
| schuren | schrobben |
| schrik hebben (voor) | bang of angstig zijn (voor), vrezen (voor) |
| seffens | straks |
| sergeant (uit Frans 'serre joint') | lijmtang, lijmklem lijmknecht |
| signalisatie | bewegwijzering, signalering |
| slager | varkensslager (Noord-Nederlandse slager komt overeen met Belgisch-Nederlands beenhouwer)                                                                              |
| sneeuwman | sneeuwpop |
| solden | uitverkoop, opruiming, koopjes |
| speculoos | speculaas |
| stappen | wandelen (Nederlands-Nederlands stappen betekent doorgaans uitgaan)                                                                                                   |
| struikelsteen | struikelblok |
| suikerklontje | kroonsteentje |
| supporteren | aanmoedigen |
| tas (om uit te drinken) | kop(je) of mok |
| technieker | technicus |
| 't een en 't ander | een en ander |
| tegen (snelheid of tempo) | met (met 160 km/h scheurde hij over de weg.) |
| tegenkanting | verzet, weerstand, kritiek |
| telkens (voegwoord) | altijd gevolgd door als of wanneer (telkens als hij boos wordt) |
| terre (elektrotechniek) | aarde |
| terug, weeral (hij is weeral ziek) | alweer (hij is alweer ziek) |
| toe - Wil je het raam toe doen? | dicht - Wil je het raam dicht doen? |
| uitkoken | inkoken |
| van zodra | zodra |
| vandaag (in de betekenis tegenwoordig, heden ten dage) | tegenwoordig, heden ten dage |
| vanop | vanaf, van, op (hij sprak vanaf zijn bed) (hij volgde het op (een) afstand)                                                                                           |
| verdeler (iemand die distribueert) | distributeur, dealer |
| verderzetten (doorgaan met iets) | voortzetten (het beleid wordt voortgezet) |
| verdikken (van personen) | aankomen (hij is flink aangekomen) |
| verkeerswisselaar (afgeleid van échangeur) | (verkeers)knooppunt |
| vermaken (van zaken) | herstellen |
| vijs, vijzen (ook als werkwoord) | schroef, schroeven |
| vluchtmisdrijf | doorrijden na een ongeval |
| wagen/auto | auto (Zuid-Nederlands: wagen) |
| watergladheid | aquaplaning |
| waterteller | watermeter |
| wegenwerken | wegwerkzaamheden |
| (bouw)werf (waar gebouwd wordt) | bouwplaats |
| wijsheidstand | verstandskies |
| winteruur | wintertijd |
| witloof | witlof |
| woonst/woning | woonplaats/woning |
| zeker en vast | vast en zeker |
| zichtrekening | betaalrekening |
| zoekertje | advertentie |
| zomeruur | zomertijd |
| zoo/dierenpark | dierentuin |
| zuiders | zuidelijk |

### Nederlands-Nederlandse woorden
(veelal bargoens, plat, straattaal)
| Nederlands-Nederlands                    | Algemeen Nederlands (AN)                                                  |
| A                                        | A                                                                         |
| ---------------------------------------- | ------------------------------------------------------------------------- |
| aanbetaling                              | voorschot                                                                 |
| in de aanbieding                         | met prijsverlaging of koopjes                                             |
| ajuus, aju, jusies                       | tot ziens                                                                 |
| akkefietje                               | onenigheid(je) (in België: kleinigheid(je))                               |
| algemeniteit                             | algemeenheid aan                                                          |
| B                                        |                                                                           |
| bajes                                    | gevangenis                                                                |
| bakkie doen                              | kopje koffie drinken                                                      |
| boeie(nd)! (kan me niet boeien)          | nou en!                                                                   |
| boeit niet                               | is onbelangrijk, maakt niet uit                                           |
| bras                                     | ongekookte gepelde rijst                                                  |
| broodje aap                              | stadslegende                                                              |
| C                                        |                                                                           |
| chippen (elektronisch afrekenen)         | elektronisch betalen                                                      |
| D                                        |                                                                           |
| daaro                                    | daar                                                                      |
| dreutelen                                | treuzelen                                                                 |
| druk zijn (het druk hebben)              | het druk hebben (druk zijn betekent in België druk doen)                  |
| E                                        |                                                                           |
| effectueren                              | uitvoeren                                                                 |
| emplacementje                            | bouwwerk/bouwterrein                                                      |
| etage                                    | verdieping                                                                |
| F                                        |                                                                           |
| fait accompli                            | voldongen feit                                                            |
| G                                        |                                                                           |
| goochem                                  | slim                                                                      |
| gozer/kerel                              | vent/gast                                                                 |
| H                                        |                                                                           |
| habbekrats                               | kleinigheidje, laag bedrag                                                |
| hartstikke                               | ontzettend                                                                |
| hiero                                    | hier zo                                                                   |
| houdoe (Brabants dialect)                | daag                                                                      |
| I                                        |                                                                           |
| ignorant                                 | onwetend                                                                  |
| J                                        |                                                                           |
| jatten                                   | stelen                                                                    |
| jottum                                   | jeuj!                                                                     |
| jus d'orange                             | sinaasappelsap                                                            |
| jofel                                    | tof                                                                       |
| K                                        |                                                                           |
| kassiewijle                              | dood                                                                      |
| koude kant                               | aangetrouwde familie                                                      |
| klimo                                    | airco                                                                     |
| L                                        |                                                                           |
| laters                                   | tot ziens                                                                 |
| lullen                                   | babbelen                                                                  |
| M                                        |                                                                           |
| mazzel                                   | geluk, het ga je goed                                                     |
| mesjogge/mal (gestoord)                  | gek/zot (gestoord)                                                        |
| N                                        |                                                                           |
| nokken                                   | ophouden                                                                  |
| nozem                                    | rare gast                                                                 |
| O                                        |                                                                           |
| occasion                                 | tweedehands                                                               |
| ontbijtkoek                              | peperkoek                                                                 |
| opleuken/opsmukken                       | opvrolijken (in sommige sociolecten ook: decoreren, versieren, aankleden) |
| P                                        |                                                                           |
| pakkie-an (Indonesisch: 'bagian' - zaak) | zaak                                                                      |
| pakje peuken                             | pakje sigaretten                                                          |
| patat                                    | friet                                                                     |
| pinapparaat/pinautomaat                  | geldautomaat/betaalautomaat                                               |
| pinpas                                   | bankkaart                                                                 |
| pisang                                   | banaan, bananenboom                                                       |
| onder de plak zitten                     | onder de pantoffel zitten/staan                                           |
| R                                        |                                                                           |
| rechercheren                             | onderzoeken                                                               |
| rez-de-chaussée                          | gelijksvloers                                                             |
| rus                                      | rechercheur                                                               |
| retourneren                              | terugzenden                                                               |
| S                                        |                                                                           |
| shag (spreek uit: sjek)                  | tabak                                                                     |
| sjekkie                                  | van losse tabak handgerolde sigaret                                       |
| sjofel                                   | armoedig                                                                  |
| slijterij                                | kleinhandel/drankenhandel                                                 |
| smeris                                   | politieagent                                                              |
| spa blauw (natuurlijk mineraalwater)     | platwater (natuurlijk mineraalwater)                                      |
| spa rood (sprankelend mineraalwater)     | spuitwater (sprankelend mineraalwater)                                    |
| s.v.p./alstu                             | a.u.b/astu                                                                |
| T                                        |                                                                           |
| tabee                                    | gegroet!/vaarwel!                                                         |
| toko                                     | winkel met Indonesische artikelen                                         |
| U                                        |                                                                           |
| uk                                       | kindje                                                                    |
| V                                        |                                                                           |
| veralgemeniseren                         | veralgemenen                                                              |
| voorpremière                             | avant-première                                                            |
| vutter                                   | iemand met vervroegd pensioen                                             |
| Z                                        |                                                                           |
| zoab                                     | fluisterasfalt                                                            |
| zure bom                                 | augurk in azijn                                                           |
| zwijnen/boffen                           | geluk hebben                                                              |
| hij zwijnt erdoorheen                    | hij komt ermee weg                                                        |

### Noord-Nederlandse woorden, weinig bekend in Vlaanderen
Veel Noord-Nederlandse woorden die relatief onbekend zijn in Vlaanderen zijn afkomstig uit het Amsterdamse dialect, met zijn Bargoense en Jiddische invloeden.
| Nederland                           | Algemeen Nederlands                                                 |
| ----------------------------------- | ------------------------------------------------------------------- |
| aggenebbisj                         | armoedig                                                            |
| akkefietje                          | onenigheid                                                          |
| bahco                               | Engelse sleutel                                                     |
| bajes                               | gevangenis                                                          |
| belazeren                           | bedriegen/oplichten                                                 |
| betoeterd                           | gek                                                                 |
| beunhaas                            | iemand die zwart en vlug een klus afmaakt                           |
| bietsen                             | bedelen                                                             |
| bonje                               | ruzie                                                               |
| een bord voor zijn kop hebben       | zich koppig en hardleers gedragen door negatieve kritiek te negeren |
| c.q.                                | ofwel                                                               |
| colbertje                           | jasje van een net pak                                               |
| geheid                              | zo goed als zeker                                                   |
| gelazer                             | gezeur                                                              |
| gein                                | grap                                                                |
| gesjeesd                            | mislukt (in Vlaanderen is "sjezen", snel en hevig doorrijden)       |
| gozer                               | kerel                                                               |
| hartstikke                          | ik-weet-niet-hoe/kei (stop- of versterkend bijwoord)                |
| hufter                              | vervelend persoon                                                   |
| ijsco                               | ijsje                                                               |
| insteek                             | invalshoek                                                          |
| inwonertal                          | inwonersaantal                                                      |
| jatten                              | stelen                                                              |
| jochie                              | jongetje                                                            |
| jokken                              | liegen                                                              |
| lekkerbekje                         | smulpaap, maar ook een visgerecht                                   |
| mal                                 | gek                                                                 |
| malloot                             | gekke persoon                                                       |
| matsen                              | begunstigen, bevoordelen                                            |
| mazzel                              | geluk, tot ziens                                                    |
| mesjogge                            | gek                                                                 |
| middag                              | (na)middag                                                          |
| mieters                             | tof                                                                 |
| mok                                 | kop                                                                 |
| mokkel                              | meisje                                                              |
| mokken                              | kniezen (ontstemd zijn maar er niets over zeggen)                   |
| mollen                              | kapotmaken                                                          |
| van je hart geen moordkuil maken    | zeggen wat je op het hart ligt                                      |
| mot hebben                          | ruzie hebben                                                        |
| nebbisj                             | waardeloos                                                          |
| oetlul                              | stommeling                                                          |
| onwijs                              | zeer                                                                |
| opsodemieteren, oplazeren, opzouten | je uit de voeten maken, weggaan                                     |
| ochtend                             | morgen (6 u.-9 u.)/voormiddag(9 u.-12 u.)                           |
| opzouten                            | ophoepelen                                                          |
| ouwehoeren                          | kletsen                                                             |
| pleite gaan/zijn                    | weggaan/verdwenen zijn                                              |
| voor pampus liggen                  | niet in staat zijn zich te bewegen                                  |
| plee                                | toilet                                                              |
| porte-manteauwoord                  | samentrekking, bv. "motel" ("motor-hotel")                          |
| prik                                | koolzuurhoudende frisdrank                                          |
| propedeuse                          | eerste fase hoger onderwijs                                         |
| de pleuris krijgen                  | een erge ziekte krijgen                                             |
| over de rooie gaan                  | zich niet meer kunnen beheersen, in woede uitbarsten                |
| rotje                               | voetzoeker                                                          |
| schoolreisje                        | schoolreis                                                          |
| slijterij                           | drankenhandel                                                       |
| smeris                              | politieagent                                                        |
| sneu                                | jammer, zielig                                                      |
| snufferd                            | gelaat, neus                                                        |
| ton                                 | naast 1000 kg, ook € 100.000,00 (vroeger 100.000,00 gulden)         |
| troep                               | rommel                                                              |
| uitdragerij                         | tweedehandswinkel                                                   |
| uitgekakt zijn                      | moe zijn                                                            |
| verpieteren                         | krachteloos worden, te veel gekookt of gebraden worden              |
| verspijkeren                        | aanpassen, veranderen                                               |
| vla                                 | naast vlaai, ook een dik, vloeibaar nagerecht                       |
| vlaflip                             | bepaald nagerecht                                                   |
| vrachtauto                          | vrachtwagen                                                         |
| zich te sappel maken                | zich druk maken, overal problemen zien                              |
| zaniken                             | zeuren                                                              |
| zuigen                              | zeuren, irritant doen, van slechte kwaliteit zijn                   |

### Vlaamse woorden, weinig bekend in Nederland en Suriname
| Vlaanderen                                              | Algemeen Nederlands |
| ------------------------------------------------------- | --- |
| ad valvas                                               | op de infoborden |
| ambetant                                                | vervelend |
| ambetanterik                                            | vervelend iemand |
| ambras                                                  | ruzie |
| autostrade                                              | (auto)snelweg |
| bank                                                    | harde zitbank |
| basketsloefen                                           | hoge sportschoenen |
| baxter (ook in Belgisch Frans)                          | infuus |
| beenhouwer                                              | slager |
| bel-etage/bel-etagewoning                               | drive-inwoning |
| intussen                                                | gedurende, tijdens, terwijl |
| op bivak                                                | kamperen |
| blein                                                   | blaar |
| bloemsuiker                                             | poedersuiker |
| boenen                                                  | (parketvloer of meubel) met was oppoetsen |
| bomma                                                   | oma |
| bompa                                                   | opa |
| bot                                                     | laars |
| bottine                                                 | korte laars |
| briquet/allumeur                                        | aansteker |
| brol (ook in Belgisch Frans)                            | rommel |
| brossen                                                 | spijbelen |
| bucht                                                   | slechte kwaliteit. Zie ook "Wiktionary bocht" |
| buizen, gebuisd                                         | zakken op school/gezakt op school |
| cachot, bak, prisong (naar het Franse "prison"), gevang | gevangenis (bajes) |
| chambrang(naar het Franse "chambranle")                 | deurkozijn |
| cravat                                                  | stropdas |
| deontologie                                             | beroepsethiek |
| doorgaan                                                | naar huis gaan |
| droogkuis                                               | stomerij |
| droogzwierder                                           | centrifuge |
| duimspijker                                             | punaise |
| flik (naar het Franse "flic")                           | politieagent |
| foeteren/foefelen                                       | sjoemelen (foefelen betekent in VL ookwel friemelen) (Limburgse dialecten: foetelen)                                                                            |
| foert                                                   | verrek |
| fondant                                                 | pure chocolade |
| frigo/ijskast                                           | koelkast (Limburgse dialecten: ijskast) |
| fusioneren                                              | fuseren |
| gelijkvloers                                            | begane grond |
| gereserveerd                                            | voorbehouden (Limburgse dialecten: gereserveerd) |
| goesting                                                | zin, lust, trek |
| hesp                                                    | ham |
| holebi                                                  | homo, lesbienne, biseksueel |
| houwer                                                  | iemand die kapt, vooral gebruikt in samenstellingen, zoals "beenhouwer", "steenhouwer"                                                                          |
| iemand een peer stoven                                  | iemand een poets bakken/iemand een loer draaien |
| inhoudstafel                                            | inhoudstabel |
| inkom                                                   | entree, ingang |
| inwijkeling/uitwijkeling                                | immigrant/emigrant |
| javel                                                   | bleekloog, bleekwater |
| jobstudent                                              | vakantiewerker |
| kemel (schieten)                                        | flater, blunder (begaan) |
| ket                                                     | straatjongen (uit Brussel), kwajongen |
| kieken                                                  | kip |
| kinesitherapie                                          | fysiotherapie |
| klappen                                                 | kletsen/praten |
| kletsen geven                                           | klappen uitdelen |
| komaf maken met                                         | korte metten maken met/een einde maken aan |
| kot (ook in Belgisch Frans)                             | hok, studentenkamer |
| kot (Vlaams), bijvoorbeeld kiekenkot                    | diverse betekenissen |
| kozijn                                                  | neef (zoon van tante of oom) |
| kriek                                                   | morel, zure kers of kriekbier (Limburgse dialecten: kriek) |
| kuisen                                                  | poetsen |
| kuisvrouw                                               | poetsvrouw |
| K-Way (algemeen bekende merknaam)                       | plastic regenjas |
| likstok/lekstok                                         | lolly |
| lichtje                                                 | lampje (Limburgse dialecten: lichtje) |
| look                                                    | knoflook |
| lunapark                                                | attractiezaal op een kermis |
| luster                                                  | hanglamp |
| mazout (spreek uit [mazoet]                             | stookolie of een biertje met cola. De kleur lijkt op die van stookolie                                                                                          |
| meiklokje                                               | lelietje-van-dalen |
| memmen                                                  | drammen (zie ook "zagen") |
| metser                                                  | metselaar |
| nefast                                                  | noodlottig |
| nestels                                                 | veters |
| droogkuis                                               | stomerij |
| occasie(wagen)                                          | tweedehands( wagen), occasion (vaak met Engelse uitspraak) |
| omslag                                                  | envelop |
| onrechtstreeks                                          | indirect |
| onthaal                                                 | receptie |
| Paar, onpaar                                            | Even, oneven |
| pillamp/pillicht                                        | zaklamp |
| pillen                                                  | batterijen, pillen |
| pinken                                                  | knipperen met een lamp of met de ogen, of specifiek de richtingaanwijzers gebruiken                                                                             |
| pinker(s)                                               | richtingaanwijzer(s) |
| pitteleir                                               | rokkostuum |
| plaaster                                                | gips |
| placeren                                                | plaatsen van een woord of installeren |
| plastron                                                | stropdas |
| plat water                                              | spa blauw |
| platte band                                             | lekke band |
| plezant                                                 | leuk |
| plooien                                                 | vouwen |
| pompier                                                 | brandweer(-man) |
| prullen                                                 | frunikken |
| rakkejak                                                | ratelgereedschap (ratel-sleutel, takel, snoeischaar, enz.) komt van Engels race(racing)jack                                                                     |
| rieken                                                  | ruiken of geuren, tot zelfs stinken) |
| recto verso                                             | dubbelzijdig |
| refter                                                  | kantine |
| rekker                                                  | snelbinder of elastiek |
| rekkertje                                               | elastiekje |
| resem                                                   | erg veel/reeks |
| roderen                                                 | inrijden (van een auto) |
| rond punt                                               | rotonde |
| schoentrekker                                           | schoenlepel |
| schotels                                                | plateau |
| schotelvod                                              | vaatdoek (in Limburgse dialecten varianten op schotelsslet of schotelsplak)                                                                                     |
| schuurborstel                                           | boender |
| seffens, seffes                                         | weldra |
| sergeant (uit fr. 'serre joint')                        | lijmtang |
| smoutebollen                                            | trekkend op oliebollen |
| solden                                                  | koopjes(periode) |
| sterfput (ook in Belgisch Frans)                        | zinkput |
| strik                                                   | versierlint rond ingepakt cadeau, vaak met lussen en/of krullen                                                                                                 |
| strikken                                                | knopen |
| subiet of sebiet                                        | sneller dan straks maar niet meteen (zo dadelijk, zometeen) of straks (soms als synoniem gebruikt, waarbij er geen onderscheid bestaat tussen sebiet en straks) |
| tas (koffie)                                            | kop |
| talloor, telloor, teljoor                               | bord (Limburgse dialecten: varianten op teller/telder) |
| tut, tutter                                             | fopspeen |
| tweewoonst                                              | twee-onder-een-kapwoning |
| uitbater                                                | exploitant (Nederlands-Limburg: uitbater) |
| valling                                                 | verkoudheid |
| verbrodden                                              | verprutsen |
| verloren lopen                                          | verdwalen |
| verwittigen                                             | laten weten |
| vijgen na Pasen                                         | mosterd na de maaltijd |
| vijs                                                    | schroef |
| vuil                                                    | afval (in Limburg tevens vuil(nis) |
| vuilbak                                                 | afvalemmer (in Limburg tevens vuil(nis)bak) |
| vuilblik                                                | blik (van veger en blik) |
| wa(tte)/welk                                            | wablief |
| zagen                                                   | zeuren |
| zetel                                                   | zachte zitbank/sofa/canapé |
| zijn kat sturen                                         | niet komen opdagen |
| zwaantje                                                | politieagent op de motor |

### Woorden met een verschillende betekenis
| Woord                         | Als een Vlaming het zegt, bedoelt hij of zij meestal                                 | Als een Nederlander het zegt, bedoelt hij of zij meestal                                                                                                  |
| ----------------------------- | ------------------------------------------------------------------------------------ | --- |
| boterkoek                     | zacht, zoet koffiebroodje (met rozijnen) dat veelal met boter besmeerd gegeten wordt | platte koek, met veel boter gebakken |
| doorgaan                      | vertrekken, verdergaan                                                               | verdergaan |
| het feest gaat door om 15 uur | het feest vindt plaats om 15 uur                                                     | het feest wordt niet afgelast om 15 uur |
| enerverend                    | irritant, ergerlijk                                                                  | opwindend |
| gerief¹ gerief²               | ¹spullen, gerei ²gereedschap, materieel                                              | comfort |
| Holland                       | Nederland als geheel (in andere talen idem)                                          | de provincies Noord- en Zuid-Holland |
| kleedje                       | jurk                                                                                 | stoffen bedekking/tapijt |
| kous                          | elke beenbedekker                                                                    | beenbedekker tot aan de knie of hoger |
| kuis(en)                      | schoonmaak (schoonmaken)                                                             | zedig, rein |
| lopen                         | rennen                                                                               | gaan, wandelen |
| memmen                        | zeuren of borsten (van een vrouw)                                                    | borsten (van een vrouw) |
| middag                        | tussen de middag (van 12 tot 13 uur)                                                 | de periode van 12 tot 18 uur |
| pan                           | steelpan                                                                             | elke pan |
| patat                         | aardappel                                                                            | frieten |
| poep                          | achterwerk                                                                           | ontlasting |
| poepen                        | platte taal voor vrijen (neuken)                                                     | ontlasten, uitscheiden |
| precies                       | net ('het is precies zomer vandaag')                                                 | exact ('het kost precies 100 euro') |
| privaat                       | particulier terrein                                                                  | latrine |
| quasi                         | bijna                                                                                | alsof |
| regenscherm                   | paraplu (leenbetekenis vanuit het Duits Regenschirm)                                 | zeil als bescherming tegen de regen |
| rustoord                      | bejaardentehuis                                                                      | begraafplaats |
| schoon                        | mooi                                                                                 | rein (tegenovergestelde van vuil) |
| stappen                       | lopen, wandelen                                                                      | uitgaan |
| verlof                        | vakantie (vrije dagen)                                                               | idem, ook: toestemming |
| vlieger                       | vliegtuig                                                                            | ¹ het object om te vliegeren ² piloot |
| vliegveld                     | luchthaven                                                                           | groot, effen terrein met verharde banen vanwaaraf vliegtuigen kunnen opstijgen en waar zij weer landen (in technische zin onderscheiden van ‘luchthaven’) |
| vogelen                       | platte taal voor vrijen                                                              | idem, maar ook: zich uit liefhebberij met vogels bezighouden, rommelen                                                                                    |
| wagen                         | auto                                                                                 | kar, meestal zonder motor |
| weerhouden                    | in aanmerking laten komen, niet uitsluiten (ambtelijke taal)                         | niet in aanmerking laten komen, uitsluiten |

### Surinaamse woorden, weinig bekend in Nederland en Vlaanderen
| Suriname                                 | Algemeen Nederlands                                        |
| ---------------------------------------- | ---------------------------------------------------------- |
| bacove                                   | banaan                                                     |
| bakkeljauw                               | kabeljauw/stokvis                                          |
| banaan                                   | bakbanaan                                                  |
| bombel                                   | rotje                                                      |
| boulanger                                | aubergine                                                  |
| buitenvrouw                              | maîtresse                                                  |
| djak                                     | krik                                                       |
| djogo                                    | literfles bier                                             |
| djoegoedjoegoe                           | alles wat ongemakkelijk is                                 |
| doekoe                                   | geld                                                       |
| dozeren                                  | met de grond gelijkmaken (met een bulldozer)               |
| hangmateren                              | in een hangmat liggen                                      |
| hosselen                                 | geld verdienen met verschillende klusjes buitenaf je baan. |
| houwer                                   | kapmes                                                     |
| jonko                                    | joint                                                      |
| kasgeld                                  | spaarkas van kleine groep mensen                           |
| kostgrond                                | moestuin                                                   |
| kromanti                                 | geheimtaal                                                 |
| kroi                                     | drukte, gedoe                                              |
| kweekje                                  | pleegkind                                                  |
| lemmetje                                 | limoen                                                     |
| makaperi                                 | stuk maken                                                 |
| manja                                    | mango                                                      |
| mattie                                   | vriend                                                     |
| morserij                                 | puinhoop                                                   |
| okselmouw                                | T-shirt zonder mouwen                                      |
| panna                                    | poorten                                                    |
| patta                                    | sportschoen                                                |
| pinaren (naar het Nederlandse "pinarie") | arm zijn                                                   |
| porknokker                               | zelfstandig goudzoeker                                     |
| rammelen                                 | in elkaar slaan                                            |
| rampaneren                               | insecten doden; vochtig spreken                            |
| schaafijs                                | schaafijs, vorm van gezoet waterijs                        |
| schel                                    | deurbel                                                    |
| schuier                                  | tandenborstel                                              |
| sluit                                    | sieraad                                                    |
| soft                                     | frisdrank                                                  |
| sprietje                                 | rietje                                                     |
| tjappen                                  | schoffelen                                                 |
| tjoerie                                  | geluid als expressie van minachting                        |
| trekkoffie                               | filterkoffie                                               |
| tori                                     | verhaal                                                    |
| tot bam                                  | tot in de late uurtjes                                     |
| uitlopen                                 | vreemdgaan                                                 |
| warung                                   | Javaans eethuis                                            |
| wiet                                     | onkruid                                                    |
| zwageres                                 | schoonzus                                                  |

## Grammatica
| Soort                                                   | Belgisch-Nederlands                            | Algemeen Nederlands                                                                                                  |
| ------------------------------------------------------- | ---------------------------------------------- | --- |
| Werkwoordelijke eindgroep                               | de man die zal veroordeeld worden              | de man die veroordeeld zal worden of de man die zal worden veroordeeld. Hulpwerkwoorden altijd bij elkaar.           |
| Uitersten                                               | de tweede grootste fabrikant, de derde laatste | de op een na grootste fabrikant, de op twee na laatste                                                               |
| Onbepaald voornaamwoord + bijvoeglijk naamwoord         | iets mooi                                      | iets moois. Steeds -s na iets, niets, velerlei, allerlei, wat, veel, weinig, meer, minder, genoeg, voldoende en wat. |
| Werkwoorden met voorzetsel                              | dat ze er niet kunnen op klimmen               | dat ze er niet op kunnen klimmen. Voorzetsel steeds voor de werkwoordelijke eindgroep.                               |
| Hulpwerkwoorden bij constructies met modale werkwoorden | hij is niet kunnen komen                       | hij heeft niet kunnen komen. Hulpwerkwoord richt zich naar het modale werkwoord.                                     |

## Alfabetisch rangschikken van eigennamen
Bij het alfabetiseren van achternamen worden in Vlaanderen en Nederland verschillende ordeningen gehanteerd:
- In Vlaanderen worden voorvoegsels als de, van, ter, van de, als vaste onderdelen van de naam gezien, zoals onveranderlijk vastgelegd in de burgerlijke stand. Namen met zulke voorvoegsels worden onder de letter van het voorvoegsel geïndexeerd. Meestal worden deze voorvoegsels ook met een hoofdletter geschreven (zoals in Paul De Groote en Paul Vanden Boeynants), behalve voor leden van de (tegenwoordige of middeleeuwse) adel (Karel van Vlaanderen, Walter-Jean Ganshof van der Meersch).
- In Nederland worden de voorvoegsels achter de voornaam gezet en klein gespeld. Er wordt dan op het kernwoord geïndexeerd, behalve natuurlijk als het voorvoegsel aan de naam vastzit.

## Uitspraak

### Medeklinkers
In het Nederlands-Nederlands neigt men ernaar stemhebbende medeklinkers stemloos uit te spreken.
- z wordt s (voornamelijk in het Amsterdams, bijvoorbeeld "gesellig")
  - soms kan de uitspraak van verschillende woorden hierdoor samenvallen; zo wordt "doseren" soms als "doceren" uitgesproken; en "asiel" als "acyl"
  - ook vindt er hypercorrectie plaats, bijvoorbeeld "zuiker", "prozent"
- v wordt f (effe in plaats van even)

Typisch is de g die in Vlaanderen en het zuiden van Nederland veel zachter uitgesproken wordt en naar een stemhebbende h neigt, zachte g genoemd.
De beginmedeklinker h wordt vaak niet uitgesproken (elpen), ook niet in samenstellingen (ziekenuis).
In frequente eenlettergrepige woorden als 'dat', 'met', 'wat' en 'niet' wordt de slot-t in Belgisch-Nederlands vaak niet uitgesproken.
De -r- kan met de tongpunt ("op z'n Spaans") of met de huig ("op z'n Frans") worden uitgesproken. In Brabant en Limburg zweemt de articulatie van de -r- naar -ch-.
Het woordje jet (straalmotor of straalvliegtuig) wordt in Nederland uitgesproken met de j van Jan, in Vlaanderen meestal met de Engelse j van John.
De voornamen Jos, Jerom, Jim en Jennifer worden in Vlaanderen uitgesproken met de Franse j van Jean.
In Nederland wordt de uitgang -tie in woorden als politie en justitie meestal als -tsie uitgesproken (polietsie, justietsie), in Vlaanderen vaker als -sie (poliesie, justiesie).

### Klinkers
In het Nederlands-Nederlands (met name in het Haags en Rotterdams) worden sommige klinkers omgevormd tot tweeklanken:
- ee wordt ij
- oo wordt ow
- eu wordt uw
- ou wordt aw

In het Belgisch-Nederlands gebeurt (in bepaalde streken) het omgekeerde; tweeklanken worden afgeplat:
- ui wordt uh [œ:]?
- ou/au wordt [ʌ:]?
- ij klinkt zoals de ai in "polonaise", in het westen als de "i" in "kip", of als de "ie" in "biet"

In Nederland wordt de -e- in woorden als het en er, evenals in de voorvoegsels ver-, ten- en ter-, vaak uitgesproken zoals de "e" in "gek" terwijl men in België een doffe e (sjwa) gebruikt.
De -a- in woorden van Engelse herkomst, zoals "flat", "handicap" en "tram", wordt in het Nederlandse Nederlands zoals de -e- in "gek" uitgesproken, in het Belgisch-Nederlands zoals de -a- in "bak".
De heldere, halflange klinker in een open lettergreep wordt in België dikwijls verdoft: "favvoriet", "fedderaal", "pollitiek".

### Lettergrepen
In de uitspraak van het Nederlands in Nederland zijn bij sommige woorden dikwijls duidelijk de aparte lettergrepen te horen, zoals in "waar-om" of "Ca-iro". In Belgisch-Nederlands wordt dit altijd zonder onderbreking uitgesproken.

### Klemtoon
Onder invloed van het Frans worden sommige woorden in het Belgisch-Nederlands achteraan beklemtoond: "festi'val", "zes'tien", "vieren'dertig".

## Spelling
| Belgisch Nederlands | Nederlands Nederlands |
| ------------------- | --------------------- |
| Slovakije           | Slowakije             |

## Uitdrukkingen
Als restant van voor de euro zegt men in Vlaanderen: de frank is gevallen. In Nederland: het kwartje is gevallen. Ook in Duitsland bestaat een overeenkomstige uitdrukking: der Groschen ist gefallen.